# Monarchie in Nederland
De Nederlandse monarchie begon in 1806 toen Lodewijk Napoleon door Napoleon Bonaparte werd aangesteld als koning van Holland, en het toenmalige Nederland korte tijd een vazalstaat van het Eerste Franse Keizerrijk werd. Daarvoor was het een republiek, nadat in 1581 de monarchie van de landsheren uit het huis Habsburg was afgezworen (Plakkaat van Verlatinghe). De monarchie eindigde in 1810 met de inlijving bij Frankrijk, en werd voortgezet in 1813 toen Willem Frederik uit het huis Oranje-Nassau, een zoon van erfstadhouder Willem V, de titel soeverein vorst der Verenigde Nederlanden aanvaardde.

## Voorgeschiedenis
Tijdens de middeleeuwen regeerden tal van monarchieën over de verschillende graafschappen en hertogdommen in de Nederlanden. Deze macht werd vooral verkregen door middel van gearrangeerde huwelijken. In de Bourgondische periode wisten de hertogen van Bourgondië steeds meer gewesten onder hun gezag te verenigen.
Door het huwelijk in 1477 van Maria van Bourgondië met Maximiliaan van Oostenrijk kwamen de gewesten in Habsburgse handen. Hun kleinzoon, de Roomse keizer Karel V, verwierf als landsheer van de Nederlanden nog meer gewesten, en maakte de Habsburgse Nederlanden tot een tamelijk afgerond geheel van Zeventien Provinciën. Karels opvolger Filips II ging verder met de interne eenmaking en de centralisering van het gezag. Dit riep dermate veel weerstand op dat de Noordelijke Nederlanden zich afscheidden. In 1581 verlieten de opstandige gewesten de Spaanse koning met het Plakkaat van Verlatinghe. Dit moest de weg vrijmaken voor een nieuwe landsheer, de hertog van Anjou. Zijn bewind werd geen succes en Anjou stierf in 1584. Zijn beoogde opvolgster Elizabeth I van Engeland weigerde de soevereiniteit over de Nederlanden te aanvaarden, maar stuurde de graaf van Leicester met troepen. Ook dit werd een fiasco. De zoektocht naar een geschikte landsheer werd gestaakt en zo bleken de opstandige gewesten na 1588 een republiek, de Republiek der Zeven Verenigde Nederlanden, waarin de Unie van Utrecht als grondwet werd gebruikt. De macht in de Verenigde Provinciën lag daarna de facto bij de Staten-Generaal van de Nederlanden. Hoewel Italië al de nodige stadsrepublieken kende, was deze staatsvorm voor een gebied van deze omvang een novum. Zelfs nog na de Franse Revolutie werden landen over het algemeen beschouwd als eigendom van de vorst en konden ze als zodanig vererfd, samengevoegd en verdeeld worden. In de Zuidelijke Nederlanden regeerden Spaanse en later Oostenrijkse vorsten over een lappendeken van gewesten die centraal gezag afwezen en hun privileges streng bewaarden.
De opeenvolgende stadhouders uit de huizen Oranje en Nassau-Dietz hadden onvoldoende macht om monarchen te worden. Zij waren de "dienaar van de Staten".
In 1750 werd Willem IV van Oranje-Nassau, zeer tegen de zin van de regenten en de Staten van Holland, tot erfstadhouder uitgeroepen. Toch konden hij en zijn zoon en opvolger Willem V van Oranje-Nassau niet als monarchen optreden. De republikeinse traditie was daarvoor te sterk. Willem V vluchtte in 1795 naar Engeland na de bezetting door de legers van de Franse republiek in de Eerste Coalitieoorlog. Hij bracht de laatste tien jaar van zijn leven als banneling door in het Hampton Court Palace en in het Slot Oranienstein.

## Koninkrijk Holland (1806-1810)
De Noordelijke Nederlanden werden daarop met hulp van de Franse bezetter de Bataafse Republiek, die in 1801 werd vervangen door het Bataafs Gemenebest. Op 24 mei 1806 sloot het Bataafs Gemenebest een verdrag met Napoleons minister van Buitenlandse Zaken, Talleyrand, waarin werd overeengekomen in Nederland een erfelijke monarchie in te voeren. Zo kreeg Nederland onder de naam Koninkrijk Holland zijn eerste constitutionele koning: Napoleons jongere broer Lodewijk Napoleon. De Nederlanders schikten zich in het onvermijdelijke en de niet onwelwillende Lodewijk Napoleon werd zelfs populair. In de ogen van Napoleon behartigde Lodewijk de Nederlandse belangen te goed en hij werd afgezet. Vervolgens lijfde Napoleon in 1810 het jonge koninkrijk in bij Frankrijk. Aldus maakten de Noordelijke Nederlanden van 1810 tot 1813 met de Zuidelijke Nederlanden - die al in 1795 door Frankrijk waren ingelijfd - deel uit van het Eerste Franse Keizerrijk.
De Britse minister Castlereagh vatte in 1813 na Napoleons mislukte Russische Veldtocht het plan op het huis Oranje als monarchie terug te brengen in een versterkt Holland, uitgebreid met de Zuidelijke Nederlanden om als buffer te dienen tegen het misschien te opdringerige Frankrijk.

## Verenigd Koninkrijk der Nederlanden (1815-1830)
Eind 1813 kwam Willem Frederik, een zoon van erfstadhouder Willem V, op verzoek van het Voorlopig Bewind naar 's-Gravenhage. Hij voerde het bevel over de Britse en Hollandse troepen die tegen de Fransen vochten. In november 1813 schreef Willems eerste minister van Buitenlandse Zaken Gijsbert Karel van Hogendorp aan Castlereagh:
 De prins is een soeverein vorst, niemand kent hem, maar iedereen beschouwt hem als zodanig. Uiteraard kan alleen de natie hem tot vorst maken, maar zijn titel is afhankelijk van overeenstemming tussen de mogendheden.
Van Hogendorp vroeg aan Castlereagh de kwestie van Willems toekomstige status op te lossen. Op 2 december 1813 aanvaardde Willem de titel soeverein vorst. Dat kon hij doen omdat de felle republikeinse en anti-orangistische gevoelens in Holland en de andere gewesten sterk waren afgenomen. Het voornemen tot stichting van een nieuw koninkrijk aan de lage landen bij de zee werd in het Verdrag van Chaumont op 9 maart 1814 door de grote mogendheden vastgelegd. Op 16 maart 1815 benoemde Willem zichzelf tot Willem I, koning der Nederlanden.
Willem I probeerde onder meer de belangen van zijn familie veilig te stellen door het instellen van het principe van 'erfelijk koningschap'. Daarin werd hij door de Britten en de andere geallieerden gesteund. Zij wensten een sterke monarchie ten noorden van Frankrijk en Willem was nauw verwant met de  Britse en Pruisische koningshuizen. Er bestond in deze periode bij de Nederlanders met heimwee naar de Republiek een sterke oppositie tegen het koningschap. Orangist Van Hogendorp zorgde er met zijn grondwet voor dat Willem zijn positie kon consolideren: sindsdien ging het koningschap over op zijn 'wettige' - dat wil zeggen door Willem zelf als wettig bepaalde - opvolgers.

## De monarchie in gevaar
De monarchie is enige malen in gevaar geweest, waarbij soms, hoewel niet altijd, gelijktijdig het republicanisme in Nederland sterk toenam, maar de Oranje-Nassaus hebben hun populariteit steeds weer kunnen herstellen.
- In 1830 werd Willem I uit zijn zuidelijke hoofdstad Brussel verdreven. Hij kon zijn gezag in het noorden behouden, maar verloor een deel van zijn rijk.
- In 1848 dreigde een revolutie en verkoos Willem II de oplossing van een constitutionele monarchie met een koning die geen lid van de beleidsbepalende ministerraad was. De ministers werden verantwoordelijk voor de onschendbare koning, die echter een groot deel van zijn macht kwijt was als de ministers niet wilden meewerken.
- Willem III was in de jaren voorafgaand aan zijn tweede huwelijk volledig onberekenbaar en zeer impopulair. Door zijn huwelijk met Emma van Waldeck-Pyrmont en de geboorte van Wilhelmina kwam de vorst meer tot rust. Het was vooral Emma die, tijdens haar periode als koningin-regentes (1890-1898), veel moeite deed om het aanzien van het koningshuis te herstellen.
- Tussen 1890 en 1909 was koningin Wilhelmina de enige vertegenwoordigster van het huis Oranje-Nassau in Nederland. Zolang de jonge vorstin niet getrouwd was en kinderen had, was de kans niet denkbeeldig dat zij moest worden opgevolgd door een van de kinderen of kleinkinderen van haar tante Sophie. Met name haar kleinzoon Willem Ernst van Saksen-Weimar-Eisenach gold tot de geboorte van prinses Juliana in 1909 als een soort reservekroonprins. Sophie had zelf ook altijd met de mogelijkheid van opvolging door een van haar nazaten rekening gehouden en zag erop toe dat deze vloeiend Nederlands spraken.[bron?] Bij de grondwetsherziening van 1922 werd de erfopvolging dusdanig beperkt dat Duitse verwanten van de koninklijke familie niet automatisch meer in aanmerking kwamen.
- De vergissing van Troelstra: in november 1918 meende de sociaaldemocratische voorman Pieter Jelles Troelstra dat Nederland rijp was voor grootschalige politieke veranderingen. De revoluties in Rusland, Duitsland en Oostenrijk wekten grote verwachtingen. De door de Sociaal-Democratische Arbeiderspartij geformuleerde eisen stuitten echter op een ferme houding van de regering. Minister-president Charles Ruijs de Beerenbrouck stelde zich op het standpunt dat staatkundige en maatschappelijke hervormingen in samenspraak tussen regering en volksvertegenwoordiging dienden plaats te vinden. Terwijl de steun voor Troelstra's oproep beperkt bleef, bleek een tegenbeweging, die de democratische principes wilde handhaven, beter georganiseerd. Een huldiging van de koningin en haar familie op het Haagse Malieveld, 18 november 1918, maakte duidelijk dat er geen revolutionaire stemming in Nederland heerste.[bron?]
- In 1940 werd Nederland bezet en gingen koningin en regering in ballingschap.
- In 1956 waren koningin en prins verwikkeld in een felle echtelijke ruzie die men de Greet Hofmans-affaire is gaan noemen. Tussen koningin en ministerraad waren grote verschillen in inzicht en het heeft premier Willem Drees veel moeite gekost om de situatie te laten bedaren.
- In 1976 kwam prins Bernhard in opspraak in de Lockheed-affaire. De Commissie van Drie, ingesteld om de daden van de prins te onderzoeken, concludeerde dat Bernhard zich op ontoelaatbare wijze had ingelaten met de Amerikaanse vliegtuigbouwer. Het kabinet-Den Uyl stond nu voor een dilemma. Als gekozen werd voor strafrechtelijke vervolging van de prins, was het waarschijnlijk dat koningin Juliana zou aftreden en dat kroonprinses Beatrix haar moeder in dat geval niet zou willen opvolgen. De monarchie wankelde. Het kabinet koos er na lang beraad voor de prins openbaar terecht te wijzen en hem zijn militaire functies te ontnemen. Strafrechtelijke vervolging bleef uit. De betrokkenheid van de prins bij een smeergeldaffaire van de Amerikaanse vliegtuigfabrikant Northrop bleef dat jaar onderbelicht. Deze zaak viel buiten de opdracht van de commissie en werd alleen in een bijlage vermeld, die Den Uyl niet openbaar maakte. De Lockheed-affaire alleen was al belastend genoeg. Den Uyl werd wegens zijn afhandeling van deze heikele kwestie als redder van de monarchie geprezen.[2]

## Het huis Oranje-Nassau
Het huis Oranje-Nassau komt voort uit het huis Nassau, een familie uit Duitsland. Stamvader van het huis Nassau was Walram van Laurenburg (ca. 1146-1198), de eerste graaf van Nassau. Zijn zoon Hendrik de Rijke van Nassau (ca. 1180-ca. 1250) was gehuwd met Machteld van Gelre en kreeg een aantal zonen, waarvan Walram (ca. 1220-ca. 1276) en Otto (vermoedelijk gestorven in 1289) de bezittingen van hun vader erfden en die later verdeelden. Het Huis van Oranje-Nassau stamt historisch gezien af van Otto, de Ottoonse linie van het Huis Nassau.
In 1544 erfde Willem I, graaf van Nassau-Dillenburg (1533-1584), beter bekend als Willem van Oranje of Willem de Zwijger, het Zuid-Franse vorstendom Orange van zijn Bredase neef René van Chalon (officieel René, graaf van Nassau en prins van Chalôn-Orange), de zoon van Willems oom Hendrik III van Nassau-Breda.
Bij het vorstendom hoorde ook de titel Prins van Oranje en de lijfspreuk van Chalon, Je maintiendrai Chalôn. Na de dood van koning-stadhouder Willem III in 1702 zouden tot 1732 zowel het huis Hohenzollern als het huis Oranje aanspraak op de titel maken. In het Traktaat van Partage (1732) werd bepaald dat beide huizen de titel Prins van Oranje mochten gebruiken. Doordat koning-stadhouder Willem III na zijn dood geen wettige opvolger had, stierf de Bredase tak van Willem van Oranje uit en ging het Huis van Oranje verder in de zogenaamde Friese tak, de nazaten van Willems broer Jan VI van Nassau-Dillenburg. Sindsdien wordt het huis Oranje-Nassau genoemd.

### Het huis Nassau
Toen koning Willem III in 1890 overleed, was er geen mannelijke erfgenaam in de Ottoonse linie van het Huis Nassau. Het Nederlandse koningschap ging over op Wilhelmina, de dochter van koning Willem III en zijn tweede vrouw, Emma van Waldeck-Pyrmont. In Luxemburg was de kroon echter voorbehouden aan mannen. Bovendien bestonden er ten aanzien van de opvolging aanvullende regels, vastgelegd in de Nassause huisbepalingen. De nieuwe groothertog werd Adolf (1817-1905) die in 1866 als hertog van Nassau van zijn troon gestoten was.

### Prins van Oranje-Nassau
De titel Prins van Oranje-Nassau is door meerdere afstammelingen van Willem van Oranje gedragen, maar werd soms afgewisseld met Prins van Oranje en Nassau. Toen koningin Wilhelmina in 1901 trouwde met Hendrik van Mecklenburg-Schwerin dreigde uit van Oranje-Nassau het element Nassau verloren te gaan. Dit werd voorkomen met een beroep op de Erbverein von 1736, een verdrag dat de verschillende takken van het huis Nassau in 1736 sloten.
Volgens de op 30 mei 2002 aangenomen Wet lidmaatschap koninklijk huis dragen de koning, diens vermoedelijke opvolger, en de koning die afstand heeft gedaan van het koningschap de titel Prins(es) van Oranje-Nassau. Andere leden van het koninklijk huis kunnen deze titel bij koninklijk besluit krijgen, althans als persoonlijke, niet-erfelijke titel. Eveneens bij koninklijk besluit kan de persoonlijke titel Prins(es) van Oranje-Nassau worden toegekend aan voormalige leden van het koninklijk huis.

## Positie en bevoegdheden
Met de grondwetsherziening van 1848 door Johan Rudolph Thorbecke werd de macht van de koning beperkt. De Koning is onschendbaar en de ministers zijn verantwoordelijk. Ministers moeten voor het beleid van de regering verantwoording afleggen aan het parlement.
De Koning voert de regering van het Koninkrijk en van elk der landen. In het Caraïbisch gedeelte van het Koninkrijk wordt hij vertegenwoordigd door een gouverneur. Als staatshoofd legt de koning (staats)bezoeken af, ontvangt hij staatshoofden, andere hoogwaardigheidsbekleders en nieuwe ambassadeurs, beëdigt diverse functionarissen en symboliseert hij de eenheid van de staat. Ook vertegenwoordigt hij het Koninkrijk in binnen- en buitenland.
Samen met de ministers vormt hij de kroon. De koning symboliseert de eenheid van de regering. In die hoedanigheid is de koning degene die wetten en koninklijke besluiten ondertekent en internationale verdragen bekrachtigt. In deze rol is in het algemeen een contraseign van een minister of staatssecretaris vereist. Met name de wetten en algemene maatregelen van bestuur passeren in het wet- en regelgevingsproces de Koning meerdere malen omdat de koning deze namens de regering aanbiedt bij de Raad van State en het parlement. De koning ontvangt de notulen van de ministerraad, spreekt wekelijks met de minister-president en regelmatig met de andere bewindspersonen en legt regelmatig werkbezoeken met hen af binnen hun beleidsterrein. Daarnaast laat de koning zich goed informeren door andere politici en talloze andere mensen uit de Nederlandse samenleving. De kennis van zaken die hij daarbij opdoet stelt hem in staat inhoud te geven aan zijn rechten en plichten volgens de grondwet. Hij gebruikt hierbij zijn drie rechten: het recht om te worden geïnformeerd, om te waarschuwen en om aan te moedigen. Op Prinsjesdag spreekt de koning namens de regering de troonrede uit. De ministers zijn verantwoordelijk voor het handelen van de koning. Het staatshoofd heeft daarom binnen de kroon de plicht zijn handelen af te stemmen met de ministers.
De koning is volgens de Grondwet voorzitter van de Raad van State; dit betreft een louter ceremoniële en symbolische functie. De dagelijkse leiding berust bij de vice-president.
Aan het einde van de kabinetsformatie benoemt en beëdigt de koning nieuwe bewindspersonen.
Naast zijn formele taken als staatshoofd heeft de koning, een samenbindende, vertegenwoordigende en aanmoedigende rol, geeft hij een gezicht aan de nationale gevoelens die onder burgers leven bij vreugdevolle en treurige gebeurtenissen, en is hij vertegenwoordiger van het Koninkrijk. De koning probeert zich zo goed mogelijk op de hoogte te stellen van de ontwikkelingen in het Koninkrijk. Dit brengt met zich mee dat hij en andere leden van het Koninklijk Huis jaarlijks aanwezig zijn bij vele openingsbijeenkomsten, vieringen, herdenkingsplechtigheden en andere officiële evenementen.

## Kosten
De totaal geschatte kosten die de Nederlandse staat betaalt voor het koningshuis bedragen ongeveer 110 miljoen euro. Jaarlijks wordt in een jaarverslag verantwoording afgelegd voor de gemaakte kosten. In het verslag van 2014 stond de verantwoording over zo’n 40 miljoen euro, voor de salarissen van de koning en zijn personeel, de Rijksvoorlichtingsdienst en het Militair Huis. Daarbovenop werden door het koningshuis nog zo’n 70 miljoen euro aan kosten gemaakt die niet in het jaarverslag stonden, voor onder meer staatsbezoeken, paleizen en beveiliging.
Uit onderzoek van RTL Nieuws in het Nationaal Archief in 2016 bleek dat ambtenaren sinds de jaren zeventig de koningshuiskosten bewust hebben verdeeld over verschillende departementen om de totale kostprijs te verbergen en daarmee kritiek op de monarchie te vermijden.

## Beknopte stamboom en erfopvolging
Nederland werd in 1794–95 veroverd door de revolutionaire Franse Republiek en omgevormd tot de Bataafse Republiek, later Bataafs Gemenebest (1795–1806). De stadhoudersfamilie Oranje-Nassau vluchtte naar Engeland (later Duitsland) en na mislukte pogingen om Nederland te heroveren, deed de laatste stadhouder Willem V afstand van zijn aanspraken middels de brieven van Oranienstein (1801). Als compensatie kreeg zijn zoon, Willem Frederik, het Vorstendom Nassau-Oranje-Fulda (1803). De Franse eerste consul, Napoleon Bonaparte, kroonde zichzelf in 1804 tot keizer der Fransen en maakte vervolgens van alle Franse zusterrepublieken vazalkoninkrijken. Ook Nederland werd op 5 juni 1806 een monarchie, het koninkrijk Holland, met Napoleons jongere broer, Lodewijk Napoleon Bonaparte, op de troon. Hij was hiermee Nederlands eerste monarch, uit het huis Bonaparte. Nadat Napoleon vernietigend werd verslagen in zijn Russische veldtocht en daarna tijdens de Zesde Coalitieoorlog, kwamen de leden van het huis Oranje-Nassau in november 1813 terug naar Nederland. Willem Frederik kreeg uit handen van het Driemanschap van 1813 de titel 'soeverein vorst' en kroonde zichzelf uiteindelijk op 16 maart 1815 tot 'koning der Nederlanden'. Het zuidelijk landsdeel ging verloren in de Belgische Revolutie (1830–39), waar het Huis Saksen-Coburg en Gotha de Belgische monarchie ging vormen, terwijl het groothertogdom Luxemburg in 1890 overging op een andere tak van het geslacht Nassau, namelijk Nassau-Weilburg, en daarmee de personele unie met Nederland verbrak.

#### Huis Bonaparte
De koningen en koninginnen van Nederland zijn dikgedrukt. De Nederlandse staatshoofden zijn in het geel geplaatst. Andere staatshoofden zijn niet gekleurd.
|              |              |              |              |              |              |             |             |             |             |             |             |            |            |                |                |                |                |                |                |            |            |             |             |             |             |             |             |  |  |           |           |           |           |           |           |          |          |              |              |              |              |              |              |
|              |              |              |              |              |              |             |             |             |             |             |             |            |            |                |                |                |                |                |                |            |            |             |             |             |             |             |             |  |  |           |           |           |           |           |           |          |          |              |              |              |              |              |              |
| Marie Louise | Marie Louise | Marie Louise | Marie Louise | Marie Louise | Marie Louise |             |             |             |             |             |             | Napoleon I | Napoleon I | Napoleon I     | Napoleon I     | Napoleon I     | Napoleon I     |                |                | Lodewijk I | Lodewijk I | Lodewijk I  | Lodewijk I  | Lodewijk I  | Lodewijk I  |             |             |  |  |           |           | Hortense  | Hortense  | Hortense  | Hortense  | Hortense | Hortense |              |              |              |              |              |              |
| Marie Louise | Marie Louise | Marie Louise | Marie Louise | Marie Louise | Marie Louise |             |             |             |             |             |             | Napoleon I | Napoleon I | Napoleon I     | Napoleon I     | Napoleon I     | Napoleon I     |                |                | Lodewijk I | Lodewijk I | Lodewijk I  | Lodewijk I  | Lodewijk I  | Lodewijk I  |             |             |  |  |           |           | Hortense  | Hortense  | Hortense  | Hortense  | Hortense | Hortense |              |              |              |              |              |              |
|              |              |              |              |              |              |             |             |             |             |             |             |            |            |                |                |                |                |                |                |            |            |             |             |             |             |             |             |  |  |           |           |           |           |           |           |          |          |              |              |              |              |              |              |
|              |              |              |              |              |              |             |             |             |             |             |             |            |            |                |                |                |                |                |                |            |            |             |             |             |             |             |             |  |  |           |           |           |           |           |           |          |          |              |              |              |              |              |              |
|              |              |              |              |              |              | Napoleon II | Napoleon II | Napoleon II | Napoleon II | Napoleon II | Napoleon II |            |            | Napoleon Karel | Napoleon Karel | Napoleon Karel | Napoleon Karel | Napoleon Karel | Napoleon Karel |            |            | Lodewijk II | Lodewijk II | Lodewijk II | Lodewijk II | Lodewijk II | Lodewijk II |  |  | Charlotte | Charlotte | Charlotte | Charlotte | Charlotte | Charlotte |          |          | Napoleon III | Napoleon III | Napoleon III | Napoleon III | Napoleon III | Napoleon III |
|              |              |              |              |              |              | Napoleon II | Napoleon II | Napoleon II | Napoleon II | Napoleon II | Napoleon II |            |            | Napoleon Karel | Napoleon Karel | Napoleon Karel | Napoleon Karel | Napoleon Karel | Napoleon Karel |            |            | Lodewijk II | Lodewijk II | Lodewijk II | Lodewijk II | Lodewijk II | Lodewijk II |  |  | Charlotte | Charlotte | Charlotte | Charlotte | Charlotte | Charlotte |          |          | Napoleon III | Napoleon III | Napoleon III | Napoleon III | Napoleon III | Napoleon III |

#### Huis Oranje-Nassau
De koningen en koninginnen van Nederland zijn dikgedrukt. De Nederlandse staatshoofden zijn in het geel geplaatst. Andere staatshoofden zijn niet gekleurd. Emma van Waldeck-Pyrmont is niet als staatshoofd aangeduid aangezien zij alleen koningin-regentes was.
| Willem I  | Willem I  | Willem I         | Willem I         | Willem I         | Willem I         |                  |                  |                  |                  |            |            | Wilhelmina van Pruisen | Wilhelmina van Pruisen | Wilhelmina van Pruisen | Wilhelmina van Pruisen | Wilhelmina van Pruisen | Wilhelmina van Pruisen |               |               |          |          |          |          |          |          |       |       |       |       |
| Willem I  | Willem I  | Willem I         | Willem I         | Willem I         | Willem I         |                  |                  |                  |                  |            |            | Wilhelmina van Pruisen | Wilhelmina van Pruisen | Wilhelmina van Pruisen | Wilhelmina van Pruisen | Wilhelmina van Pruisen | Wilhelmina van Pruisen |               |               |          |          |          |          |          |          |       |       |       |       |
|           |           |                  |                  |                  |                  |                  |                  |                  |                  |            |            |                        |                        |                        |                        |                        |                        |               |               |          |          |          |          |          |          |       |       |       |       |
|           |           |                  |                  |                  |                  | Willem II        | Willem II        | Willem II        | Willem II        | Willem II  | Willem II  |                        |                        | Anna Paulowna          | Anna Paulowna          | Anna Paulowna          | Anna Paulowna          | Anna Paulowna | Anna Paulowna |          |          |          |          |          |          |       |       |       |       |
|           |           |                  |                  |                  |                  | Willem II        | Willem II        | Willem II        | Willem II        | Willem II  | Willem II  |                        |                        | Anna Paulowna          | Anna Paulowna          | Anna Paulowna          | Anna Paulowna          | Anna Paulowna | Anna Paulowna |          |          |          |          |          |          |       |       |       |       |
|           |           |                  |                  |                  |                  |                  |                  |                  |                  |            |            |                        |                        |                        |                        |                        |                        |               |               |          |          |          |          |          |          |       |       |       |       |
| Sophie    | Sophie    | Sophie           | Sophie           | Sophie           | Sophie           |                  |                  |                  |                  | Willem III | Willem III | Willem III             | Willem III             | Willem III             | Willem III             |                        |                        | Emma          | Emma          | Emma     | Emma     | Emma     | Emma     |          |          |       |       |       |       |
| Sophie    | Sophie    | Sophie           | Sophie           | Sophie           | Sophie           |                  |                  |                  |                  | Willem III | Willem III | Willem III             | Willem III             | Willem III             | Willem III             |                        |                        | Emma          | Emma          | Emma     | Emma     | Emma     | Emma     |          |          |       |       |       |       |
|           |           |                  |                  |                  |                  |                  |                  |                  |                  |            |            |                        |                        |                        |                        |                        |                        |               |               |          |          |          |          |          |          |       |       |       |       |
|           |           |                  |                  |                  |                  |                  |                  |                  |                  |            |            |                        |                        |                        |                        |                        |                        |               |               |          |          |          |          |          |          |       |       |       |       |
| Willem    | Willem    | Willem           | Willem           | Willem           | Willem           |                  |                  | Wilhelmina       | Wilhelmina       | Wilhelmina | Wilhelmina | Wilhelmina             | Wilhelmina             |                        |                        | Hendrik                | Hendrik                | Hendrik       | Hendrik       | Hendrik  | Hendrik  |          |          |          |          |       |       |       |       |
| Willem    | Willem    | Willem           | Willem           | Willem           | Willem           |                  |                  | Wilhelmina       | Wilhelmina       | Wilhelmina | Wilhelmina | Wilhelmina             | Wilhelmina             |                        |                        | Hendrik                | Hendrik                | Hendrik       | Hendrik       | Hendrik  | Hendrik  |          |          |          |          |       |       |       |       |
| Maurits   |           |                  |                  |                  |                  |                  |                  |                  |                  |            |            |                        |                        |                        |                        |                        |                        |               |               |          |          |          |          |          |          |       |       |       |       |
| Alexander | Alexander | Alexander        | Alexander        | Alexander        | Alexander        |                  |                  |                  |                  |            |            | Juliana                | Juliana                | Juliana                | Juliana                | Juliana                | Juliana                |               |               | Bernhard | Bernhard | Bernhard | Bernhard | Bernhard | Bernhard |       |       |       |       |
| Alexander | Alexander | Alexander        | Alexander        | Alexander        | Alexander        |                  |                  |                  |                  |            |            | Juliana                | Juliana                | Juliana                | Juliana                | Juliana                | Juliana                |               |               | Bernhard | Bernhard | Bernhard | Bernhard | Bernhard | Bernhard |       |       |       |       |
|           |           |                  |                  |                  |                  |                  |                  |                  |                  |            |            |                        |                        |                        |                        |                        |                        |               |               |          |          |          |          |          |          |       |       |       |       |
|           |           |                  |                  |                  |                  |                  |                  |                  |                  |            |            |                        |                        |                        |                        | Beatrix                | Beatrix                | Beatrix       | Beatrix       | Beatrix  | Beatrix  |          |          | Claus    | Claus    | Claus | Claus | Claus | Claus |
|           |           |                  |                  |                  |                  |                  |                  |                  |                  |            |            |                        |                        |                        |                        | Beatrix                | Beatrix                | Beatrix       | Beatrix       | Beatrix  | Beatrix  |          |          | Claus    | Claus    | Claus | Claus | Claus | Claus |
|           |           |                  |                  |                  |                  |                  |                  |                  |                  |            |            |                        |                        |                        |                        |                        |                        |               |               |          |          |          |          |          |          |       |       |       |       |
|           |           |                  |                  |                  |                  |                  |                  |                  |                  |            |            |                        |                        |                        |                        |                        |                        |               |               |          |          |          |          |          |          |       |       |       |       |
|           |           |                  |                  | Willem-Alexander | Willem-Alexander | Willem-Alexander | Willem-Alexander | Willem-Alexander | Willem-Alexander |            |            | Máxima                 | Máxima                 | Máxima                 | Máxima                 | Máxima                 | Máxima                 |               |               |          |          |          |          |          |          |       |       |       |       |
|           |           |                  |                  | Willem-Alexander | Willem-Alexander | Willem-Alexander | Willem-Alexander | Willem-Alexander | Willem-Alexander |            |            | Máxima                 | Máxima                 | Máxima                 | Máxima                 | Máxima                 | Máxima                 |               |               |          |          |          |          |          |          |       |       |       |       |
|           |           |                  |                  |                  |                  |                  |                  |                  |                  |            |            |                        |                        |                        |                        |                        |                        |               |               |          |          |          |          |          |          |       |       |       |       |
|           |           |                  |                  |                  |                  |                  |                  |                  |                  |            |            |                        |                        |                        |                        |                        |                        |               |               |          |          |          |          |          |          |       |       |       |       |
|           |           | Catharina-Amalia | Catharina-Amalia | Catharina-Amalia | Catharina-Amalia | Catharina-Amalia | Catharina-Amalia |                  |                  | Alexia     | Alexia     | Alexia                 | Alexia                 | Alexia                 | Alexia                 |                        |                        | Ariane        | Ariane        | Ariane   | Ariane   | Ariane   | Ariane   |          |          |       |       |       |       |

### Monarchen
| Geboren          | Monarch van      | tot              | Overleden        | Titel                    | Opmerking                                                                                                   |
| ---------------- | ---------------- | ---------------- | ---------------- | ------------------------ | --- |
| 2 september 1778 | 5 juni 1806      | 1 juli 1810      | 25 juli 1846     | koning Lodewijk I        | Koning van Holland                                                                                          |
| 11 oktober 1804  | 1 juli 1810      | 13 juli 1810     | 17 maart 1831    | koning Lodewijk II       | Koning van Holland                                                                                          |
| 24 augustus 1772 | 2 december 1813  | 16 maart 1815    | 12 december 1843 | soeverein vorst Willem I | |
| 24 augustus 1772 | 16 maart 1815    | 7 oktober 1840   | 12 december 1843 | koning Willem I          | |
| 6 december 1792  | 7 oktober 1840   | 17 maart 1849    | 17 maart 1849    | koning Willem II         | |
| 19 februari 1817 | 17 maart 1849    | 23 november 1890 | 23 november 1890 | koning Willem III        | Vanaf 20 november 1890 waargenomen door koningin-regentes Emma                                              |
| 31 augustus 1880 | 23 november 1890 | 4 september 1948 | 28 november 1962 | koningin Wilhelmina      | Tot 31 augustus 1898 waargenomen door koningin-regentes Emma                                                |
| 30 april 1909    | 4 september 1948 | 30 april 1980    | 20 maart 2004    | koningin Juliana         | Was wegens ziekte van haar moeder, koningin Wilhelmina, tweemaal regentes; eerst in 1947 en opnieuw in 1948 |
| 31 januari 1938  | 30 april 1980    | 30 april 2013    |                  | koningin Beatrix         | |
| 27 april 1967    | 30 april 2013    | heden            |                  | koning Willem-Alexander  | |

### Troonopvolgers
Volgens de grondwet (tot 1983) kregen alleen mannelijke troonopvolgers in rechte lijn de titel Prins van Oranje. Sinds een wetswijziging in 2002 krijgen vrouwelijke troonopvolgers de equivalente titel Prinses van Oranje. Prinses Catharina-Amalia der Nederlanden was op 30 april 2013 de eerste ooit die deze titel kreeg.
| Monarch          | Troonopvolger                                       | Relatie tot monarch | Troonopvolger van | Troonopvolger van              | Troonopvolger tot | Troonopvolger tot                    | Volgende in de opvolging                | Relatie tot troonopvolger |
| Monarch          | Troonopvolger                                       | Relatie tot monarch | Datum             | Reden                          | Datum             | Reden                                | Volgende in de opvolging                | Relatie tot troonopvolger |
| ---------------- | --------------------------------------------------- | ------------------- | ----------------- | ------------------------------ | ----------------- | ------------------------------------ | --------------------------------------- | ------------------------- |
| Lodewijk I       | Napoleon Karel, Koninklijk Prins van Holland        | oudste zoon         | 5 juni 1806       | vader werd koning              | 5 mei 1807        | overleden                            | Prins Lodewijk, 1807–1810               | broer                     |
| Lodewijk I       | Lodewijk, Koninklijk Prins van Holland              | tweede zoon         | 5 mei 1807        | broer overleden                | 1 juli 1810       | vader afgetreden, werd koning        | Prins Lodewijk–Napoleon, 1808–1810      | broer                     |
| Lodewijk II      | Lodewijk–Napoleon, Koninklijk Prins van Holland     | jongste broer       | 1 juli 1810       | broer werd koning              | 13 juli 1810      | Nederland geannexeerd door Frankrijk | –                                       | –                         |
| Willem I         | Willem, Prins van Oranje (1815-1840)                | oudste zoon         | 16 maart 1815     | vader werd koning              | 7 oktober 1840    | vader afgetreden, werd koning        | Prins Frederik, 1815–1817               | broer                     |
| Willem I         | Willem, Prins van Oranje (1815-1840)                | oudste zoon         | 16 maart 1815     | vader werd koning              | 7 oktober 1840    | vader afgetreden, werd koning        | Prins Willem, 1817–1840                 | zoon                      |
| Willem II        | Willem, Prins van Oranje (1840-1849)                | oudste zoon         | 7 oktober 1840    | vader werd koning              | 17 maart 1849     | vader overleden, werd koning         | Prins Willem, 1840–1849                 | zoon                      |
| Willem III       | Willem, Prins van Oranje                            | oudste zoon         | 17 maart 1849     | vader werd koning              | 11 juni 1879      | overleden                            | Prins Maurits, 1849–1850                | broer                     |
| Willem III       | Willem, Prins van Oranje                            | oudste zoon         | 17 maart 1849     | vader werd koning              | 11 juni 1879      | overleden                            | Prins Hendrik, 1850–1851                | oom                       |
| Willem III       | Willem, Prins van Oranje                            | oudste zoon         | 17 maart 1849     | vader werd koning              | 11 juni 1879      | overleden                            | Prins Alexander, 1851–1879              | broer                     |
| Willem III       | Alexander, Prins van Oranje                         | jongste zoon        | 11 juni 1879      | broer overleden                | 21 juni 1884      | overleden                            | Prins Frederik, 1879–1881               | oudoom                    |
| Willem III       | Alexander, Prins van Oranje                         | jongste zoon        | 11 juni 1879      | broer overleden                | 21 juni 1884      | overleden                            | Prinses Wilhelmina, 1881–1884           | zuster                    |
| Willem III       | Prinses Wilhelmina                                  | oudste dochter      | 21 juni 1884      | broer overleden                | 23 november 1890  | vader overleden, werd koningin       | Sophie, 1884–1890                       | tante                     |
| Wilhelmina       | Sophie, Groothertogin van Saksen-Weimar en Eisenach | tante               | 23 november 1890  | nicht werd koningin            | 23 maart 1897     | overleden                            | Karel-August, 1890–1894                 | zoon                      |
| Wilhelmina       | Sophie, Groothertogin van Saksen-Weimar en Eisenach | tante               | 23 november 1890  | nicht werd koningin            | 23 maart 1897     | overleden                            | Willem Ernst, 1894–1897                 | kleinzoon                 |
| Wilhelmina       | Willem Ernst van Saksen-Weimar-Eisenach             | achterneef          | 23 maart 1897     | grootmoeder (Sophie) overleden | 30 april 1909     | dochter koningin geboren             | Bernhard, 1897–1900                     | broer                     |
| Wilhelmina       | Willem Ernst van Saksen-Weimar-Eisenach             | achterneef          | 23 maart 1897     | grootmoeder (Sophie) overleden | 30 april 1909     | dochter koningin geboren             | Marie, 1900–1909                        | tante                     |
| Wilhelmina       | Prinses Juliana                                     | oudste dochter      | 30 april 1909     | geboren                        | 4 september 1948  | moeder afgetreden, werd koningin     | Willem Ernst, 1909–1922                 | achterneef                |
| Wilhelmina       | Prinses Juliana                                     | oudste dochter      | 30 april 1909     | geboren                        | 4 september 1948  | moeder afgetreden, werd koningin     | geen tweede in troonopvolging 1922-1938 |                           |
| Wilhelmina       | Prinses Juliana                                     | oudste dochter      | 30 april 1909     | geboren                        | 4 september 1948  | moeder afgetreden, werd koningin     | Prinses Beatrix, 1938–1948              | dochter                   |
| Juliana          | Prinses Beatrix                                     | oudste dochter      | 4 september 1948  | moeder werd koningin           | 30 april 1980     | moeder afgetreden, werd koningin     | Prinses Irene, 1948–1964                | zuster                    |
| Juliana          | Prinses Beatrix                                     | oudste dochter      | 4 september 1948  | moeder werd koningin           | 30 april 1980     | moeder afgetreden, werd koningin     | Prinses Margriet, 1964–1967             | zuster                    |
| Juliana          | Prinses Beatrix                                     | oudste dochter      | 4 september 1948  | moeder werd koningin           | 30 april 1980     | moeder afgetreden, werd koningin     | Prins Willem-Alexander, 1967–1980       | zoon                      |
| Beatrix          | Willem-Alexander, Prins van Oranje                  | oudste zoon         | 30 april 1980     | moeder werd koningin           | 30 april 2013     | moeder afgetreden, werd koning       | Prins Friso, 1980–2003                  | broer                     |
| Beatrix          | Willem-Alexander, Prins van Oranje                  | oudste zoon         | 30 april 1980     | moeder werd koningin           | 30 april 2013     | moeder afgetreden, werd koning       | Prinses Catharina-Amalia, 2003–2013     | dochter                   |
| Willem-Alexander | Catharina-Amalia, Prinses van Oranje                | oudste dochter      | 30 april 2013     | vader werd koning              | Huidige           | Huidige                              | Prinses Alexia, 2013–heden              | zuster                    |

### Erfopvolging
Het koningschap gaat bij overlijden of aftreden van de koning over op zijn wettige nakomelingen, waarbij het oudste kind voorrang heeft, met plaatsvervulling volgens dezelfde regel. Indien er geen nakomelingen van de koning meer voorhanden zijn gaat het koningschap over op het oudste kind van zijn ouder in de lijn van troonsopvolging, weer met plaatsvervulling volgens dezelfde regel maar niet verder dan in de derde graad van bloedverwantschap ten opzichte van de overleden of afgetreden koning. De precieze regels voor de erfopvolging zijn vastgelegd in de Grondwet (artikel 24 tot en met 31). Een ongeboren kind wordt daarbij voor de opvolging al als geboren aangemerkt, tenzij het kind dood ter wereld komt; dan wordt het geacht nooit te hebben bestaan. Volgens de regels in de grondwet zijn de troonopvolgers op dit moment:
- Koningin Juliana
  -  Prinses Beatrix
    -  Koning Willem-Alexander
      - (1) prinses Catharina-Amalia der Nederlanden, prinses van Oranje, prinses van Oranje-Nassau
      - (2) prinses Alexia der Nederlanden, prinses van Oranje-Nassau
      - (3) prinses Ariane der Nederlanden, prinses van Oranje-Nassau

    - (4) prins Constantijn der Nederlanden, prins van Oranje-Nassau, jonkheer van Amsberg
      - (5) Eloise, gravin van Oranje-Nassau, jonkvrouwe van Amsberg
      - (6) Claus-Casimir, graaf van Oranje-Nassau, jonkheer van Amsberg
      - (7) Leonore, gravin van Oranje-Nassau, jonkvrouwe van Amsberg

  - (8) prinses Margriet der Nederlanden, prinses van Oranje-Nassau, prinses van Lippe-Biesterfeld

De erfopvolging werd in 2020 door 63% van de Nederlandse bevolking gesteund. Een kwart vond erfopvolging niet meer van deze tijd; onder jongeren (18-35 jaar) is dat 31%.